# Glenea lefebvrei
Glenea lefebvrei är en skalbaggsart som först beskrevs av Guérin-Méneville 1831.  Glenea lefebvrei ingår i släktet Glenea och familjen långhorningar. Inga underarter finns listade i Catalogue of Life.

## Bildgalleri

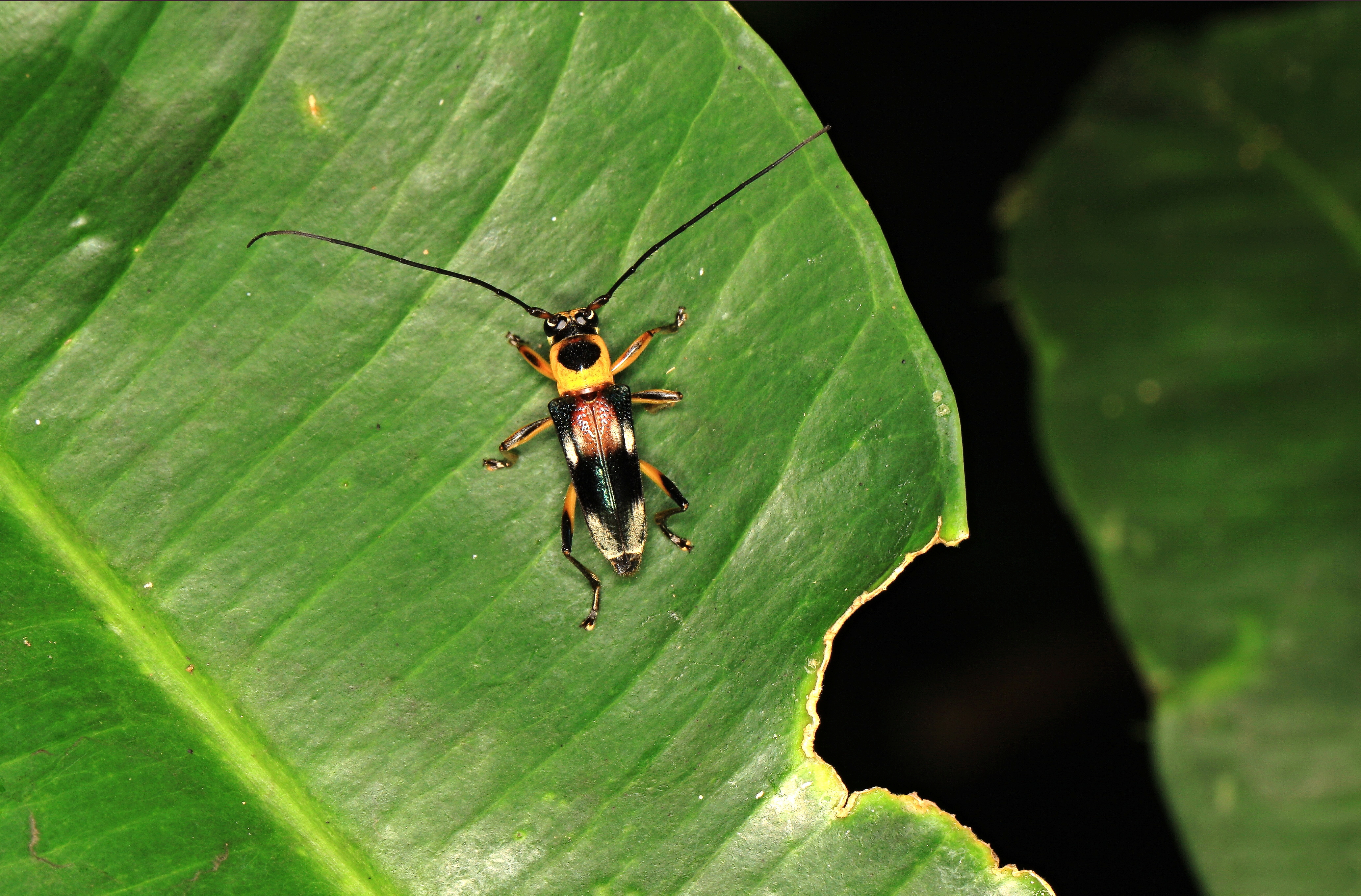
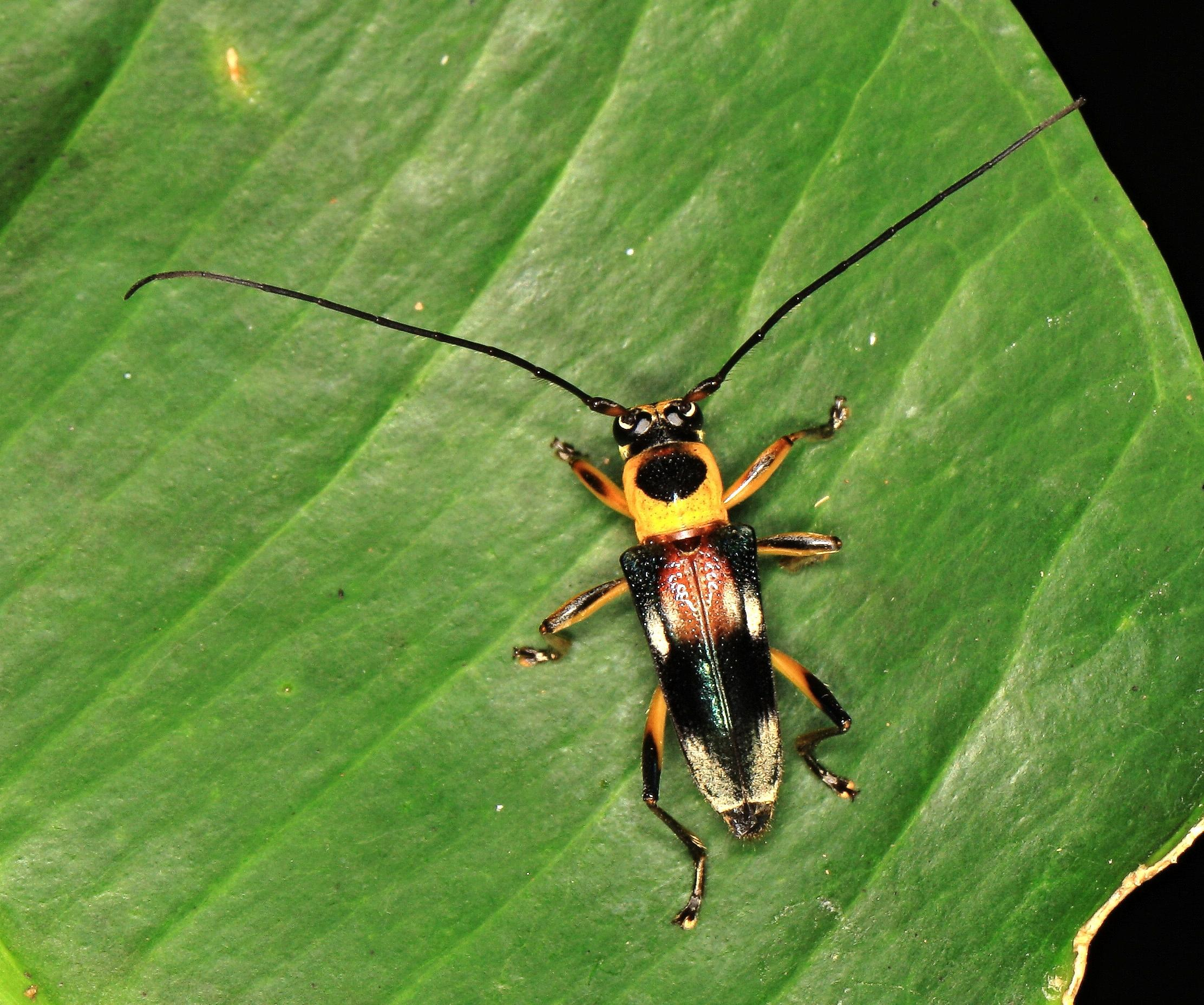